# Llengües macro-jívares
Macro-Jívaro és el nom d'una família lingüística hipotètica, proposada per Morris Swadesh i altres lingüistes històrics. N'hi ha diferents versions, la majoria de les quals només vinculen les llengües jívaro i cahuapanes, les demés llengües (aïllades) s'inclouen amb menys freqüència. Kaufman suposava una relació del Huarpe amb les llengües mura (Macro-Huarpe), però va afirmar que la connexió entre les llengües jívares i cahuapanes era plausible. Aquesta forma part de la seva extensió del Macro-Jívaro del 2007 (Macro-Andes).
David Payne va proposar una relació del candoshi amb el jívaro. Va crear de les dos la família Shuar-Candoshi.